# 신태일 (인터넷 방송인)
신태일(본명: 이건희, 1993년 9월 15일~ )은 대한민국의 인터넷 방송인이다. 일부 사람들이 그의 본명을 신태일로 착각하는 경우가 종종 있다. 그는 가학적인 방송을 업로드하여 여러 번 언론에 오르기도 했다. 2010년 초기에 인스타그램, 페이스북 팔로워 100만 이상을 돌파한 유명인이다. 딸배 사건 이후 동년 9월 1일 계정이 영구 정지되었다. 2021년 그는 팬더티비로 복귀하여 활동했다. 그러나 운영자의 계속되는 제재로 고자 되어 유튜브로 플랫폼을 이적해서 지속적으로 계정을 생성하여 관심을 끌고 있다.

## 연예인활동
신태일의 인터넷 방송은 여러 연령층에게 있어 자극적이라는 평가를 받아왔다. 이후로도 자신의 유튜브, 아프리카TV 채널에서 초등학생 머리 때리기, 장난전화, 지하철에서 오마카세 먹기, 똥 오줌 먹기, 실내 낚시터에서 잠수대결 등의 위험한 콘텐츠를 진행했으며, 이 중 일부는 2017년 미국 노스캐롤라이나주 지역 라디오 뉴스와 일본 텔레비전 뉴스에서도 보도됐다.
그러나 2017년 8월 신태일이 남성혐오 발언으로 논란이 된 스트리머 갓건배를 모욕하는 영상과 개인정보를 업로드하자 아프리카TV에 이어, 유튜브 역시 갓건배와 신태일의 채널을 영구 정지했다. 이후 신태일은 2018년 7월 풀티비를 통해 복귀하였다.
2019년 8월 15일 신태일은 방송 중 특정인의 사진을 비하한 건에 대한 당사자의 손해배상 민사 소송에 패소, 벌금형 5만원을 선고받았다. 2020년 9월 신태일은 자신의 67번째 계정으로 유튜브 라이브를 진행하여 자신이 폐암에 걸렸다며 후원금을 받았으나, 다음날 방송으로 거짓말이라고 번복했다. 2021년 팬더티비로 복귀했다.
그리고 신태일은 팬더티비 채널에서도 인스타그램 및 페이스북 팔로워 300만 계정이 폭발했다고 한다. 블로그도 정지되었다. 현재 틱톡에서 수차례 방송 경고 및 정지 처분을 받고 방송 송출용 부계정을 계속 생성하는 방식으로 활동중이다.
2024년 5월 17일, 아이쇼 스피드가 한국에서 생방송을 하고 있는 도중, 갑자기 나타나서 비명을 한번 지른다음에 스피드랑 같이 왈왈 짖다가 스피드에게 왜 그런 행동을 하냐며 혹시 정신이 돌아버린거냐고 묻는다. 그러다가 스피드의 보디가드가 다가오자 신태일은 물러난다. 이에 스피드는 자신이 이겼다며 신나했는데, 신태일 본인은 같이 미친짓을 한 다음에 자신은 정상인인 척을 해서 스피드를 미친 사람으로 만들 계획이였다.

### 변형
유튜브의 mxnvra 채널에서 "KOREAN FUNK" 라는 제목으로 올린 뮤직 비디오에서 신태일의 방송 장면과 목소리가 나온다.